# Karma Rx
Alicia Marie Gross dite Karma Rx, née le 21 janvier 1993 à Fillmore (Californie), est une actrice pornographique américaine.

## Biographie
Karma Rx, de son vrai nom Karma Palmer, naît et grandit à Fillmore, dans le comté de Ventura. Elle intègre un collège communautaire en Californie après avoir commencé des études de psychologie. Karma travaille d'abord comme camgirl sur plusieurs plateformes web.
Elle tourne sa première scène X en Floride avec l'acteur Ramón Nomar pour Reality Kings.
En 2019, Karma Rx reçoit quatre nominations aux AVN Awards, deux nominations aux XBIZ Awards, et décroche le XBIZ Award de la meilleure nouvelle starlette.
En juillet 2019, Karma Rx a tourné dans près de 180 films au total, dont Braun's Inked 4, Beautiful Tits 5, Creampied Vixens 2, Cum On My Tattoo 9, Darcie Dolce's Squirting Stepsisters et Kianna Dior Busty Asian Cum Slut 4.

## Filmographie partielle
- 2017 : Hold the Moan 1
- 2017 : Just Hanging Boobs
- 2017 : Karma Rx First Ever Blowjob
- 2017 : Naughty Office 23639
- 2017 : POV BJ Facial and Squirt
- 2017 : Sloppy Blowjob and Pussyfuck
- 2017 : Sybian Shirt Ripping
- 2018 : Beautiful Tits Vol. 5
- 2018 : Big Boob Asian MILF: BGG BJ Titty Fuck
- 2018 : Big-Boob Karma Manhandled, Creampied
- 2018 : Cum On My Tattoo 9
- 2018 : Axel Braun's Inked 4
- 2018 : Aggressive POV 2
- 2018 : Carnal
- 2018 : Karma and Dana Suck Cock 4k
- 2018 : Karma Cages Emma 4k
- 2018 : Karma Fucks My Boyfriend 4k
- 2018 : Karma Rx Gets Her Pussy Fucked Hard Live
- 2018 : Tattooed Girls 3
- 2018 : The Booty Movie Vol. 7
- 2018 : Hot In The Pink
- 2018 : Big Tit Office Chicks 6
- 2019 : Axel Braun's Dirty Talk 3
- 2019 : Bad Girl Karma Rx Gets Ella Knox to Herself Live
- 2019 : Bad Karma
- 2019 : Boober 3
- 2019 : Busty Housewives 7
- 2019 : Fuck Club 3
- 2019 : Good Deepthroat Karma
- 2019 : Interracial Blowbang: Karma Rx
- 2019 : Karma Rx Approaches Anal With Caution
- 2019 : Manuel's Fucking POV 12
- 2019 : Out with a Bang
- 2019 : Sorority Hookup: Party Never Ends
- 2019 : Sneaky Sex 10
- 2020 : Amber In The Hills 1
- 2020 : Ass Fucked N Face Fucked
- 2020 : Blowjob Compilation 2
- 2020 : Falling for Karma RX
- 2020 : Filling Karma RXs Pussy ChadWhiteXxx
- 2020 : Intimate All-Girl Threesome with Angela White Karma RX and Alina Lopez
- 2020 : Karma Masturbates While Watching Porn
- 2020 : Performers of the Year 2020
- 2020 : Sensuality and Deep Penetration by Karma Rx
- 2021 : Big Tit Cream Pie 48
- 2021 : Dirty Masseur 20
- 2021 : Dressing Room 26669
- 2021 : Interracial Blowbang: Karma Rx's Second Appearance
- 2021 : Karma's Ass Is Served
- 2021 : Karma Rx Takes It in the Ass From the Milfomaniac
- 2021 : LeWood's Anal Superstars 2
- 2021 : Mistress's Feet Treat
- 2021 : My First Sex Teacher 26659
- 2021 : Sucking Dick for a Ride
- 2022 : Big Juicy Ass Gets Drenched
- 2022 : Big Tits Round Asses 63
- 2022 : Blonde Bimbo Karma Stuffs A Toy In Her Twat
- 2022 : Cuckold Sessions: Karma Rx's Third Appearance
- 2022 : Intense Anal and DPP for Tattooed Blonde Karma Rx
- 2022 : Karma Rx Live
- 2022 : Karma Rx Uses A Big Toy On Her Pussy
- 2022 : Karma Uses A Dong to Explore Her Pussy
- 2022 : Rough DPP for Tattooed Blonde Karma Rx
- 2022 : Rx-rated Deepthroating
- 2023 : Dirty Masseur 26
- 2023 : Karma Rx Likes It Rough
- 2023 : My First Sex Teacher 31868
- 2023 : Pornstars Like It Big 30
- 2023 : Sluts Who Are Down To Fuck 3
- 2023 : Tonight's Girlfriend 121

## Récompenses et nominations
| Année | Cérémonie                  | Résultat   | Catégorie                                      | Œuvre nommée                          |
| ----- | -------------------------- | ---------- | ---------------------------------------------- | ------------------------------------- |
| 2018  | Inked Awards               | Nomination | Star de l'année                                | NC                                    |
| 2019  | AVN Awards                 | Nomination | Meilleure nouvelle starlette                   | NC                                    |
| 2019  | AVN Awards                 | Nomination | Meilleure scène de sexe en groupe              | The Orgy House                        |
| 2019  | AVN Awards                 | Nomination | Meilleure scène de triolisme homme/homme/femme | She Wants Us Both                     |
| 2019  | AVN Awards                 | Nomination | Best Social Media Star                         | NC                                    |
| 2019  | PornHub Awards             | Lauréat    | Hottest Inked Model                            | NC                                    |
| 2019  | Spank Bank Awards          | Nomination | Boobalicious Babe of the Year                  | NC                                    |
| 2019  | Spank Bank Awards          | Nomination | Spit Roasted Superstar of the Year             | NC                                    |
| 2019  | Spank Bank Awards          | Nomination | Tattooed Temptress of the Year                 | NC                                    |
| 2019  | XBIZ Awards                | Lauréat    | Meilleure nouvelle starlette                   | NC                                    |
| 2019  | XBIZ Awards                | Nomination | Meilleure scène de sexe dans un film gonzo     | Beautiful Tits 5                      |
| 2019  | XRCO Awards                | Nomination | Nouvelle star de l'année                       | NC                                    |
| 2020  | Altporn Awards             | Nomination | Best Female Performer of the Year              | NC                                    |
| 2020  | AVN Awards                 | Nomination | Best Anal Sex Scene                            | Karma Rx Approaches Anal With Caution |
| 2020  | AVN Awards                 | Nomination | Best Blowbang Scene                            | Interracial Blowbang: Karma Rx        |
| 2020  | AVN Awards                 | Nomination | Best Double Penetration Sex Scene              | Bad Karma                             |
| 2020  | AVN Awards                 | Lauréat    | Best POV Sex Scene                             | Manuel's Fucking POV 12               |
| 2020  | AVN Awards                 | Nomination | Fan Award: Favorite Female Porn Star           | NC                                    |
| 2020  | AVN Awards                 | Nomination | Female Performer of the Year                   | NC                                    |
| 2021  | AVN Awards                 | Nomination | Best Group Sex Scene                           | Fuck Club 3                           |
| 2021  | AVN Awards                 | Nomination | Fan Award: Favorite Female Porn Star           | NC                                    |
| 2021  | AVN Awards                 | Nomination | Mainstream Venture of the Year                 | NC                                    |
| 2021  | Fleshbot Awards (Straight) | Nomination | Best Anal Scene                                | Karma's Ass Is Served                 |
| 2021  | Nightmoves                 | Nomination | Best Female Performer                          | NC                                    |
| 2021  | XBiz Awards                | Nomination | Best Sex Scene - Feature Movie                 | Out with a Bang                       |
| 2021  | XBiz Awards                | Nomination | Best Sex Scene - Virtual Reality               | Sorority Hookup: Party Never Ends     |
| 2021  | XCritic Awards             | Nomination | Best Girl/Girl Sex Scene                       | Performers of the Year 2020           |
| 2021  | XCritic Awards             | Nomination | Social Media Queen                             | NC                                    |